# موشک سوخت جامد

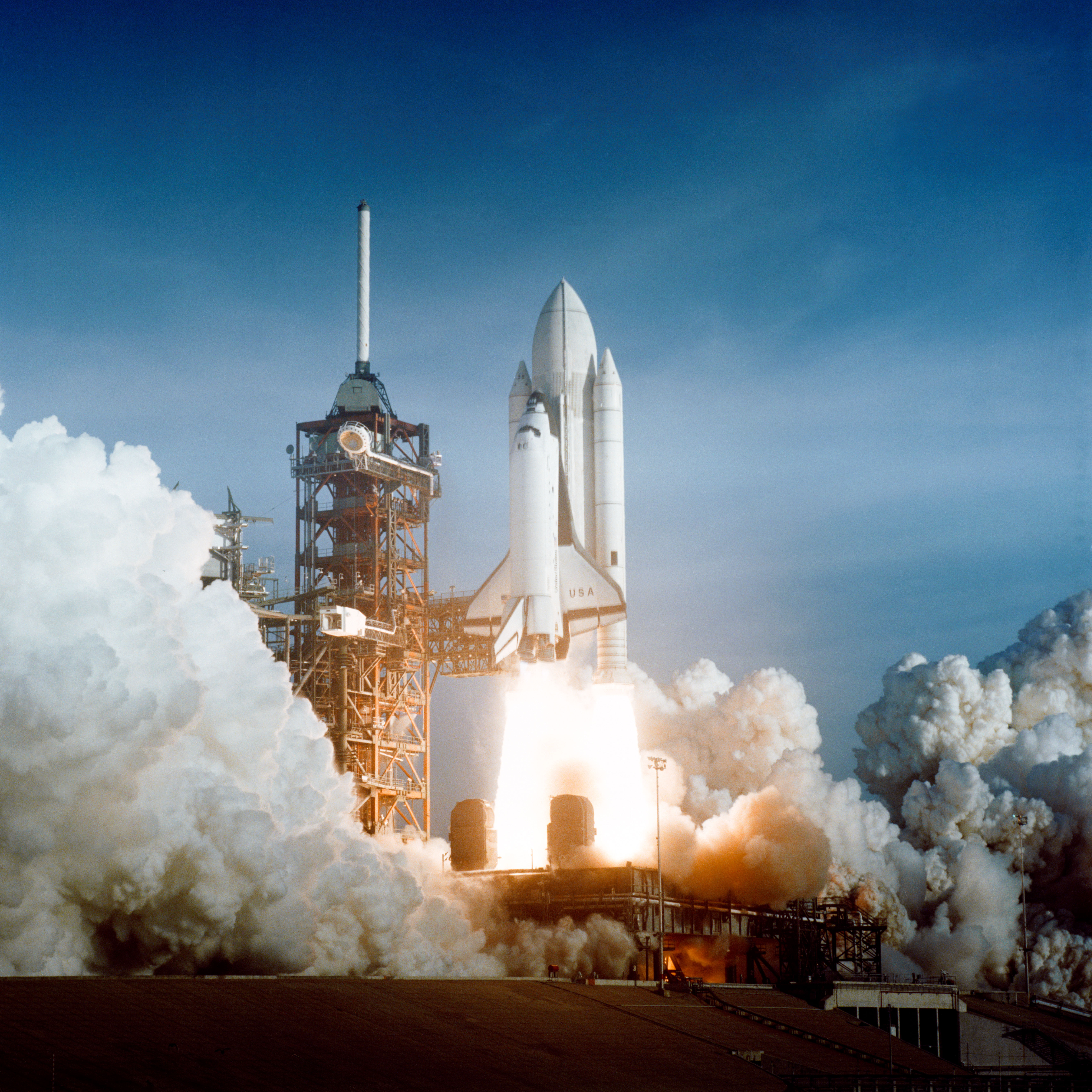
در پرتاب شاتل فضایی، از دو بوستر موشک سوخت جامد کمک گرفته می‌شد.

موشک سوخت جامد (به انگلیسی: Solid-propellant rocket) موشکی است که نیروی محرکه آن از خروج گازهای داغ ناشی از سوختن یک ماده جامد تأمین می‌شود. ساختمان موشک‌های با سوخت جامد ساده و نگهداری آنها آسان بوده و از این رو کاربردهای گسترده‌ای در عرصه‌های نظامی و غیرنظامی دارند. اولین موشک‌های ساخته شده در جهان موشک‌هایی با سوخت جامد و از نوع باروت بودند؛ این موشک‌ها توسط چینی‌ها، هندی‌ها، مغول‌ها و  از سده ۱۳ میلادی در جنگ‌ها استفاده می‌شدند.
تمام موشک‌های مورد استفاده در جهان تا قرن ۲۰ میلادی نوعی موشک سوخت جامد یا پودری بودند تا اینکه موشک‌های سوخت مایع با توان کنترل بیشتر مصرف سوخت معرفی شدند. امروزه به دلیل سادگی نسبی و قابلیت اطمینان بالا، از موشک‌های سوخت جامد بیشتر در کاربردهای نظامی و در بوسترهای فضاپیماها استفاده می‌شود.

## ساختمان موشک با سوخت جامد

تصاویر شماتیک ساختمان یک موشک سوخت جامد

این نوع موشک‌ها در اساس متشکل از یک بدنه معمولاً استوانه ای شکل هستند که از یک ماده جامد آتشگیر پر شده‌اند. در واقع این نوع موشک‌ها فاقد موتور مجزا بوده و کل بدنه نقش موتور یا اتاقک احتراق موشک را بازی می‌کند. در هنگام شلیک یک آتشزنه سوخت درون موشک را مشتعل می‌کند. در ادامه خروج گازهای داغ از اگزوز موشک باعث حرکت آن به سمت جلو می‌شود.

## مزایا و معایب
از مزایای این موشک‌ها می‌توان به سادگی ساختمان و کارکرد و نگهداری آسان آن‌ها اشاره کرد. در مقابل امکان کنترل جریان سوخت در این موشک‌ها وجود ندارد، بدین معنی که بر خلاف موشک سوخت مایع هنگامی که عمل احتراق در موشک شروع شود نمی‌توان آن را کند یا متوقف ساخت. بسیار خطرناک نیز می‌باشد و دارای حساسیت بالایی است.

## کاربردها
بیشتر موشک‌های نظامی را موشک‌های با سوخت جامد تشکیل می‌دهند. در عرصه غیرنظامی یکی از پرکاربردترین موارد مصرف این موشکها استفاده از آنها به عنوان راکت‌های کمکی برای حمل شاتل‌ها به فضا است. همچنین راکت‌ها و فشفشه‌هایی که در آتش‌بازی به کار می‌روند نیز از سوخت جامد بهره می‌گیرند.
برخی از موشکهای حامل ماهواره (مانند قائم 100) از موتور سوخت جامد برای همگی مراحل خود بهره می گیرند.

## نگارخانه

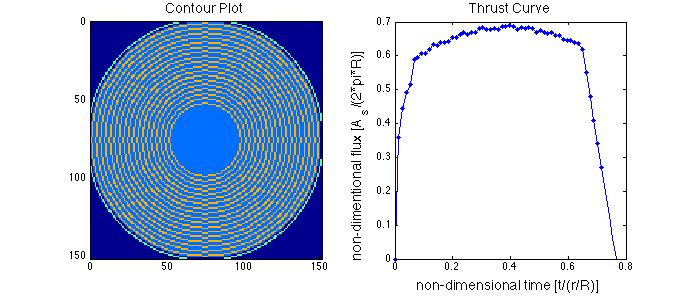
شبیه سازی حفره دایره ای
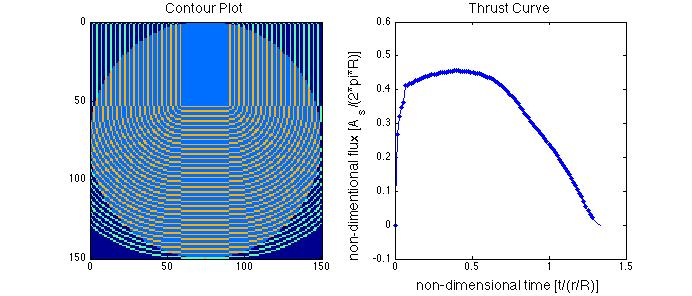
شبیه سازی C-Slot
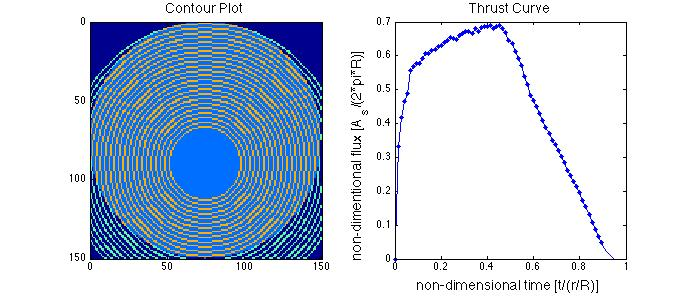
شبیه سازی ماه سوز
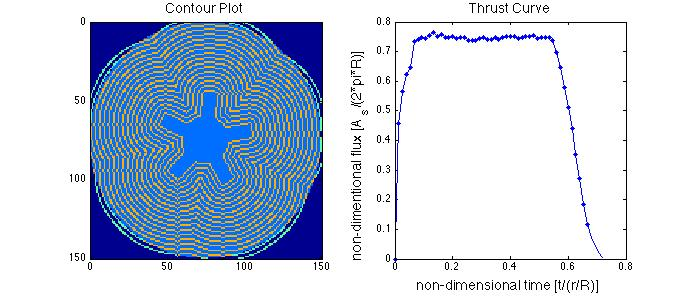
شبیه سازی فینوسیل